# 4DX

A 4DX logója

A 4DX egy mozifilmvetítési technológia, melyet a dél-koreai CJ 4DPLEX cég, a CJ Group tagja fejlesztett ki. A 4DX lehetővé teszi, hogy a filmet szimulált környezeti hatásokkal együtt mutassák be – ilyen például a székek mozgása, de szél, eső, köd, illatok és különböző fényhatások is előállíthatók. Az efféle mozitermek speciális technológiával vannak felszerelve.

## Története

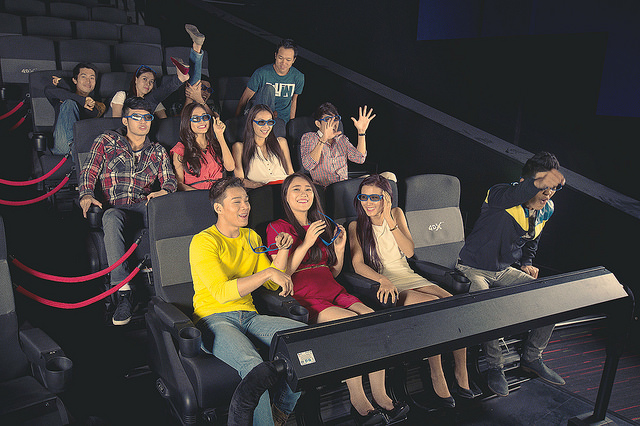
4DX-moziterem Vietnámban

A 4DX először 2009-ben a CJ CGV mozihálózatban debütált a közönség előtt az Utazás a Föld középpontja felé című filmmel Szöulban. A 2010-es Avatar sikere után a CGV terjeszkedni kezdett Dél-Koreában. A cég első külföldi terme Kínában nyílt 2012. április 14-én a Titanic 3D-vel, Vietnámban pedig 2014. január 21-én.
A Cinema City első 4DX-moziját Izraelben nyitotta meg A csodálatos Pókember filmmel, ezután pedig Európa-szerte is terjeszkedtek. Magyarországon 2013. március 21-én a Croodékkal nyitott. Ezután sorra nyíltak a Cinema City mozijaiban a 4DX-termek Bulgáriában, Csehországban, Lengyelországban és Romániában.

## Technikai háttér
A mozitermeket átalakíthatják, de van eset, hogy már eleve a 4DX-formátumhoz építik. A rendszer részei a három dimenzióban mozgó székek, hát- és lábcsiklandozók, környezeti elemeket előállító berendezések és különböző hangeffektek.
Ahhoz, hogy egy filmet 4DX-teremben mutassanak be, az adott filmhez tartozó programsort kell beállítani a vetítésre. A vetítés tulajdonképp az alapfilmből és a hozzáhangolt 4DX-effektekből áll. A programozást a CJ 4DPlex végzi, gyakran az eredeti filmstúdió közreműködésével. A programsorok előállítása körülbelül egy hónapig tart.

## 4DX-helyszínek
2017 májusától 45 országban van jelen: Brazília, Bulgária, Kanada, Kambodzsa, Chile, Kína, Kolumbia, Costa Rica, Csehország, Horvátország, Egyiptom, Guatemala, Hongkong, Magyarország, India, Indonézia, Izrael, Japán, Libanon, Dél-Korea, Kuvait, Mexikó, Norvégia, Omán, Panama, Peru, Fülöp-szigetek, Lengyelország, Portugália, Puerto Rico, Dél-Afrikai köztársaság, Románia, Oroszország, Szerbia, Szlovákia, Svájc, Tajvan, Thaiföld, Törökország, Egyesült Arab Emírségek, Ukrajna, Egyesült Királyság, Egyesült Államok, Dominikai Köztársaság, Venezuela és Vietnám.

## 4DX-partnercégek
2016 júniusától a CJ 4DPlex a következő cégekkel üzemeltet mozikat:
- CJ CGV (Dél-Korea/Kína/Vietnám/Indonézia (CGV blitzként, 2016-tól CGV)
- Cinépolis (India/Guatemala/Costa Rica/Brazília/Kolumbia/Panama/Peru/Mexikó)
- PVR Cinemas (India)
- Wanda Cinemas (Kína)
- Major Cineplex (Thaiföld/Kambodzsa)
- Cinema Park (Oroszország)
- Yes Planet (Izrael)
- Korona World (Japán)
- Cinema City (Magyarország/Csehország /Lengyelország/Bulgária/Románia)
- Vieshow Cinemas (Tajvan)
- Cine Hoyts (Chile)
- UME International Cineplex (Kína)
- Wushang Mall International Cinema (Kína)
- BAIYU Cinema (Kína)
- Cinex (Venezuela)
- Planeta Kino (Ukrajna)
- VOX Cinemas (Egyesült Arab Emírségek/Omán/Libanon/Egyiptom)
- AEG / Regal Entertainment Group (Amerikai Egyesült Államok)
- Ayala Malls Cinemas (Fülöp-szigetek)
- Cinema Sunshine (Japán)
- Cineworld (Egyesült Királyság)[4]
- Cinema City (Hongkong)
- Orange Sky Golden Harvest Cinemas (Hongkong)
- Arena Cinemas (Svájc)[5]
- Nu Metro Cinemas (Dél-Afrika)
- Caribbean Cinemas (Puerto Rico)
- Cinemas NOS (Portugália)
- Cineplex Entertainment (Kanada)[6]
- CineStar - Blitz film & video distribution D.O.O. Croatia, Bosnia and Herzegovina, Slovenia and Serbia

## Fordítás
Ez a szócikk részben vagy egészben  a(z)   4DX című angol Wikipédia-szócikk ezen változatának fordításán alapul.  Az eredeti cikk szerkesztőit annak laptörténete sorolja fel. Ez a jelzés csupán a megfogalmazás eredetét és a szerzői jogokat jelzi, nem szolgál a cikkben szereplő információk forrásmegjelöléseként.